# نجوى علوان
نجوى علوان (-14 أكتوبر 2019)، ممثلة لبنانية اشتهرت من خلال الدراما السورية

## حياتها
ولدت في قرية «متين» في محافظة جبل لبنان، خريجة المعهد العالي للفنون بدمشق، بدأت مسيرتها عام 1992 حيث شاركت في عدة مسلسلات، انطلاقتها الفعلية كانت عام 1995 بمسلسل نهارات الدفلى، قدمت أعمالا في دبجلة الرسوم المتحركة والسينما

### وفاتها
ابتعدت عن الفن بعد عام 2012 أثر إصابتها بمرض «التصلب اللويحي»، إلى جانب الأزمة السّورية التي جعلتها تغادر البلد، توفيت في 14 أكتوبر 2019 إثر نوبة قلبية تعرضت لها.

## أعمالها

### في التلفزيون
| سنة الإنتاج | اسم المسلسل                 | الشخصية                     |
| ----------- | --------------------------- | --------------------------- |
| 2009        | طريق النحل                  |                             |
| 2012        | عمر                         | (بائعة اللبن الغاشة)        |
| 2010        | أبواب الغيم                 |                             |
| 2010        | مطلوب رجال                  | (ليلى)                      |
| 2010        | الحبيب الأولي               | (والدة صفاء)                |
| 2010        | العقاب                      |                             |
| 2009        | حكواتي كافية                | (العرافة)                   |
| 2009        | وجه العدالة                 | (ح3 بلاغ كاذب + ح لعبة ورق) |
| 2008        | رائحة المطر                 | (رباب)                      |
| 2008        | أهل الغرام ج2               |                             |
| 2007        | الإجتياح                    |                             |
| 2007        | عنترة                       | (زينب)                      |
| 2006        | ندى الأيام                  |                             |
| 2006        | أهل الغرام ج1               |                             |
| 2006        | على طول الأيام              |                             |
| 2005        | عصي الدمع                   | (شهد)                       |
| 2005        | الغدر                       | (انطوانيت_مسيحية)           |
| 2004        | التغريبة الفلسطينية         | (لطيفة)                     |
| 2004        | عذراء الجبل                 |                             |
| 2001        | مقامات بديع الزمان الهمذاني | ام السعد                    |
| 2001        | البحث عن صلاح الدين         |                             |
| 1998        | مذكرات عائلة                | (ضيفة شرف)                  |
| 1998        | الطويبي                     |                             |
| 1998        | تاج من شوك                  |                             |
| 1998        | الدرب الشائك                |                             |
| 1997        | هوى بحري                    |                             |
| 1996        | الغريب والنهر               |                             |
| 1995        | نهارات الدفلي               | (عايدة)                     |
| 1994        | العليل                      |                             |
| 1992        | السيرة العربية              |                             |

### في السينما
| سنة الإنتاج | الفيلم       | الشخصية |
| ----------- | ------------ | ------- |
| 2009        | الأمانة      |         |
| 2009        | الليل الطويل |         |
| 2003        | زائرة المساء |         |

### في الدبلجة
| سنة الإنتاج | اسم المسلسل                             | صوت شخصية |
| ----------- | --------------------------------------- | --------- |
| 2001        | المحقق كونان الجزء الثاني - رسوم متحركة |           |
| 1996        | أسطورة زورو- رسوم متحركة                |           |
| 2007        | سنوات الضياع -مسلسل تركي                | (هالة)    |